# Gerbeur
Un gerbeur est un moyen de levage mobile et compact, généralement motorisé, intermédiaire entre un transpalette et un chariot élévateur : 
le roulage s'effectue en trois points sous la charge, à la manière d'un transpalette ; comme ce dernier, il est généralement manœuvré par un opérateur qui le suit en marchant (mais certains peuvent être autonomes) ;  
par contre, il permet le levage de la charge sur un plan de pose situé en hauteur (jusqu’à cinq mètres).
Pour cela, les fourches de levage sont dissociées des longerons portant les galets avant, qui eux restent au sol pour assurer la stabilité de ce moyen de manutention.

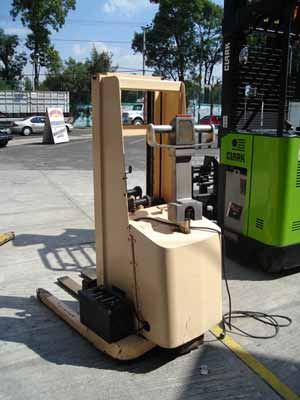
Gerbeur typique.
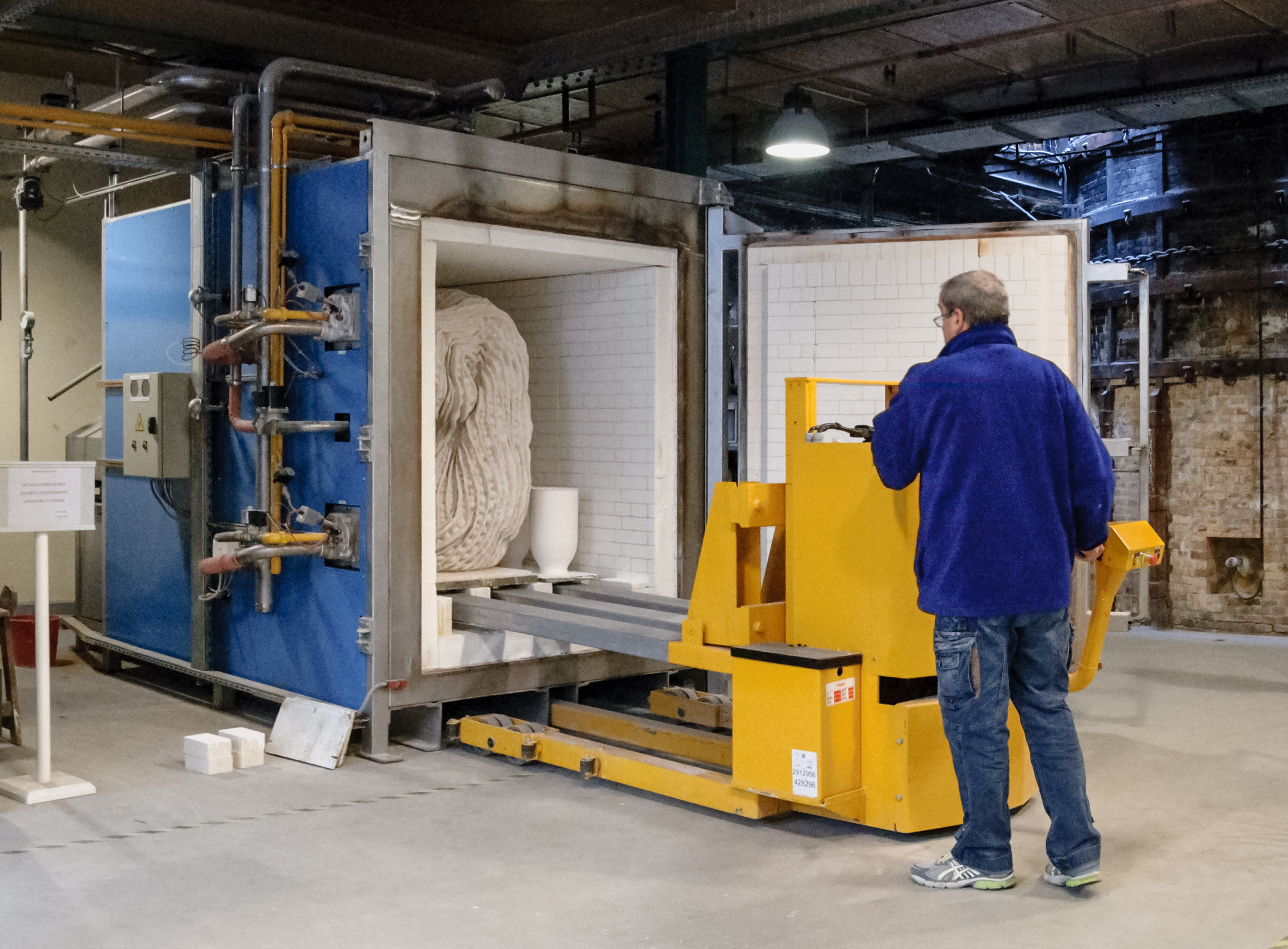
Gerbeur lourd.
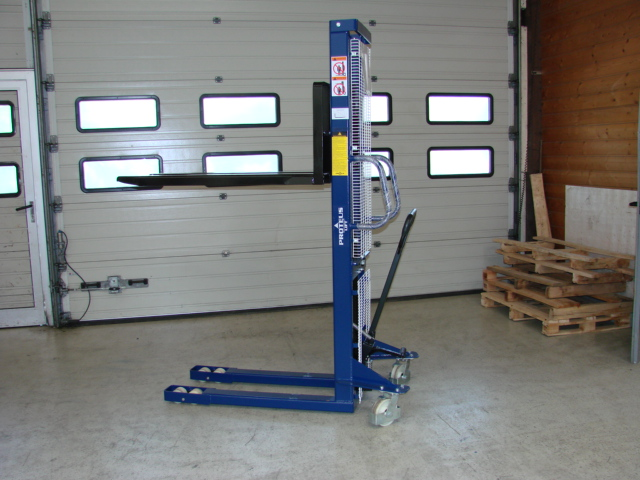
Gerbeur manuel.